# Comeback (Album)
Comeback ist das vierte und letzte Studioalbum der deutschen Girlgroup Tic Tac Toe. Es wurde am 17. Februar 2006 veröffentlicht und beinhaltet neben elf weiteren Stücken die im Dezember 2005 vorab ausgekoppelte Single Spiegel und den Song Keine Ahnung, der am 12. Mai 2006 als letzte Single der Band erschien.

## Titelliste
| #   | Titel                    | Länge |
| --- | ------------------------ | ----- |
| 1.  | Abgrund                  | 4:42  |
| 2.  | Wenn der Vorhang fällt   | 4:30  |
| 3.  | Tic Tac Toe              | 4:00  |
| 4.  | Das ist Lee              | 3:33  |
| 5.  | Lass los                 | 5:09  |
| 6.  | Brief                    | 5:26  |
| 7.  | One Night Stand          | 3:55  |
| 8.  | After Show               | 4:17  |
| 9.  | Tanzkillah               | 3:50  |
| 10. | Hit the Road Jack        | 2:39  |
| 11. | Freunde für’s Leben      | 3:44  |
| 12. | Spiegel (Single-Version) | 5:09  |
| 13. | Keine Ahnung             | 4:03  |

## Produktion
Die K1 Produktion & Marketing GmbH (Inhaber und Geschäftsführer Andre Näther) produzierte das Album, der Vertrieb erfolgte über Warner Music Group.

## Charts
Das Album erreichte in Deutschland Rang 25, wo sich die CD vier Wochen in der Hitparade hielt. In Österreich platzierte sich die Platte auf Position 26. Der Longplayer fiel hier nach fünf Wochen aus den Charts heraus. In der Schweiz debütierte das Album auf Platz 43 der Charts und stieg nach drei Wochen wieder aus.

## Singleauskopplungen
Fünf Jahre nach der vorläufigen Trennung von Tic Tac Toe erschien im Dezember 2005 die Single Spiegel. Im dazugehörigen Musikvideo treten Tackenberg, Wältken und Wiegelmann einzeln auf und erklären einem Psychiater ihre Probleme. Nach Bewertung von cdstarts hat das Stück einen „nachdenklich stimmenden und tragischen Text“. Der Song erreichte in den deutschen Singlecharts Platz sieben und konnte sich insgesamt 15 Wochen auf dem deutschen Markt halten. In den österreichischen Top 40 rangierte das Lied ebenfalls auf Position sieben, wobei Spiegel hier eine Woche weniger in den Charts war. In der Schweizer Hitparade belegte der Track Rang zehn. Hier fiel der Titel nach 14 Wochen aus den Charts heraus.

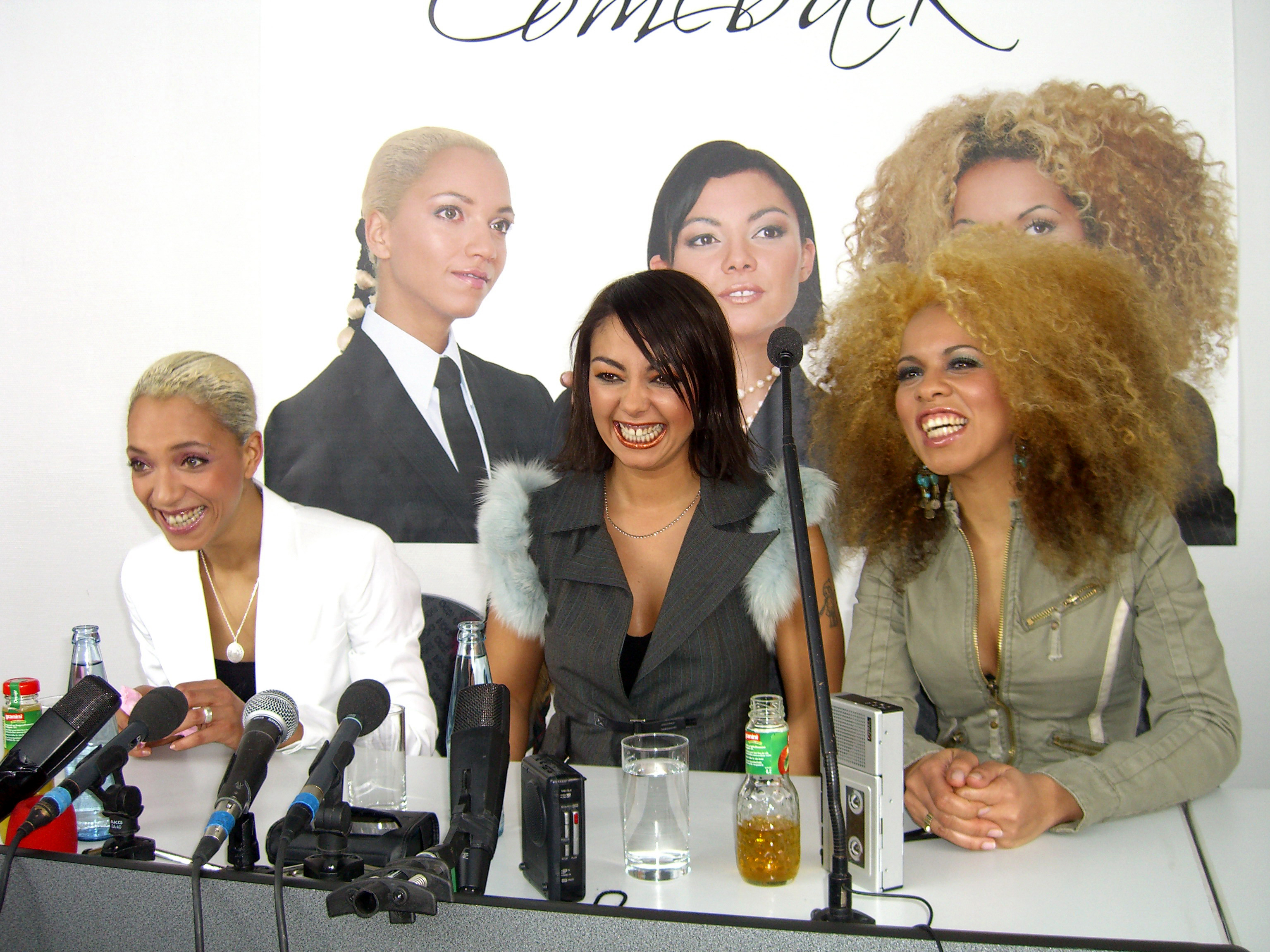
Tic Tac Toe beim Videodreh zu Keine Ahnung (2006)

Keine Ahnung wurde am 12. Mai 2006 als letzte Single der Gruppe veröffentlicht und erreichte als erste Single des Trios keine Chartplatzierung. Im Video zum Song erklären die Mitglieder, was ihnen am Leben nicht gefällt, und vertreten ihre Meinung bei Reportern. Regie führte Jan Christoph Schultchen. Auf dem Album ist eine längere Version von Keine Ahnung zu hören. Gemäß cdstarts überzeuge Keine Ahnung „durch einen eingängigen Refrain.“

## Rezeption
Tanja Kraus von cdstarts erteilte fünf von zehn möglichen Bewertungspunkten. Als Anspieltipps nennt sie unter anderem die beiden Single-Titel und auch Abgrund. Zudem habe das Stück Tanzkillah „einen gewissen Witz, groovt wenigstens zeitweise und läutet den besseren Schluss … ein.“